# Villa (Leon Battista Alberti)
Villa è un trattato di Leon Battista Alberti sull'architettura delle ville di campagna.
L'opera, che è di fatto un ampliamento di un argomento già trattato nel De re aedificatoria rappresenta uno dei primi studi sulle residenze campestri, che in quel periodo stavano vivendo un momento di trasformazione, passando da fortificazioni medievali a veri e propri luoghi di piacere, decorati sontuosamente e aperti su magnifici giardini e parchi.
In particolare il trattato dell'Alberti ufficializzò e promosse ulteriormente questo cambiamento di tendenza, attraverso la riscoperta dei testi classici di Seneca, Varrone, Marziale e Catone su questo argomento.
L'Alberti riporta come la villa di campagna fosse una costruzione molto importante per la quale si dovevano considerare tutta una serie di condizioni prima di procedere all'edificazione. La scelta del terreno doveva basarsi sulla valutazione di una zona geografica ideale, con un clima mite, e ben collegata al sistema viario per i centri abitati più vicini; la zona doveva essere ricca di acqua e di sole, al riparo dalle alture. L'attività agricola e pastorale ad essa collegata doveva assicurare una rendita costante alla villa.
Per quanto riguarda l'articolazione interna della villa riportava, per esempio, come gli antichi preferissero collocare il porticato verso sud, in maniera da avere tepore d'inverno e frescura d'estate, quando il sole alto allo zenit non vi poteva far penetrare i raggi.
Tra le ville realizzate secondo queste teorie sicuramente le ville medicee, tra le quali la Villa Medici di Fiesole e la Villa di Poggio a Caiano sono le prime.